# Notazione multi-indice
La notazione multi-indice è una notazione matematica che permette la notevole semplificazione di molte formule, mediante la generalizzazione del concetto di indice a quello di ennupla ordinata di indici.
Trova applicazione, ad esempio, nel calcolo in più variabili, nelle equazioni differenziali alle derivate parziali e nella teoria delle distribuzioni.
Un multi-indice n-dimensionale è una ennupla di numeri naturali, cioè numeri interi, maggiori o uguali a zero, {\displaystyle \alpha =(\alpha _{1},\alpha _{2},\ldots ,\alpha _{n})\in \mathbb {N} ^{n}} .

## Regole
Si definiscono le seguenti regole, per {\displaystyle \alpha ,\beta \in \mathbb {N} ^{n},\mathbf {x} =(x_{1},x_{2},\ldots ,x_{n})\in \mathbb {R} ^{n}}:
{\displaystyle \alpha \pm \beta =(\alpha _{1}\pm \beta _{1},\,\alpha _{2}\pm \beta _{2},\ldots ,\,\alpha _{n}\pm \beta _{n});}
{\displaystyle \alpha \leq \beta \quad \Leftrightarrow \quad \alpha _{i}\leq \beta _{i}\quad \forall \,i;}
{\displaystyle |\alpha |=\alpha _{1}+\alpha _{2}+\ldots +\alpha _{n};}
{\displaystyle \alpha !=\alpha _{1}!\alpha _{2}!\ldots \alpha _{n}!;}
{\displaystyle {\alpha  \choose \beta }={\frac {\alpha !}{(\alpha -\beta )!\,\beta !}}={\alpha _{1} \choose \beta _{1}}{\alpha _{2} \choose \beta _{2}}\ldots {\alpha _{n} \choose \beta _{n}};}
{\displaystyle \mathbf {x} ^{\alpha }=x_{1}^{\alpha _{1}}x_{2}^{\alpha _{2}}\ldots x_{n}^{\alpha _{n}};}
{\displaystyle D^{\alpha }=D_{1}^{\alpha _{1}}D_{2}^{\alpha _{2}}\ldots D_{n}^{\alpha _{n}},\qquad } dove {\displaystyle D_{i}^{j}:=\partial ^{j}/\partial x_{i}^{j}}. Al posto della lettera D maiuscola si usa anche la notazione {\displaystyle \partial ^{\alpha }.}
Questa notazione permette di estendere molte formule del calcolo 1-variato ai casi n-variati. Alcuni esempi delle applicazioni più comuni:

### Sviluppo multinomiale
{\displaystyle \left(\sum _{i=1}^{n}{x_{i}}\right)^{k}=\sum _{|\alpha |=k}^{}{{\frac {k!}{\alpha !}}\,\mathbf {x} ^{\alpha }}.}

### Formula di Leibniz
Se u, v sono differenziabili, allora
{\displaystyle D^{\alpha }(uv)=\sum _{\nu \leq \alpha }^{}{{\alpha  \choose \nu }D^{\nu }u\,D^{\alpha -\nu }v}.}

### Serie di Taylor
Se f è analitica, allora
{\displaystyle f(\mathbf {x} +\mathbf {h} )=\sum _{|\alpha |\geq 0}^{}{{\frac {D^{\alpha }f(\mathbf {x} )}{\alpha !}}\mathbf {h} ^{\alpha }}.}
Un operatore differenziale parziale dell'n-esimo ordine si può scrivere come 
{\displaystyle P(D)=\sum _{|\alpha |\leq N}{}{a_{\alpha }(x)D^{\alpha }}.}

### Integrazione parziale
Se u, v sono differenziabili a supporto compatto in un dominio limitato {\displaystyle \Omega \subset \mathbb {R} ^{n}} si ha che
{\displaystyle \int _{\Omega }{}{u(D^{\alpha }v)}\,dx=(-1)^{|\alpha |}\int _{\Omega }^{}{(D^{\alpha }u)v\,dx}.}
Questa formula è usata per le definizioni di distribuzione e di derivata debole.

## Teorema
- Tesi: Se i, k sono multi-indici n-dimensionali e {\displaystyle x=(x_{1},\ldots ,x_{n})\in \mathbb {R} ^{n},} allora

{\displaystyle \partial ^{i}x^{k}={\begin{cases}{\frac {k!}{(k-i)!}}x^{k-i}&{\text{se }}i\leq k,\\0&{\text{altrimenti.}}\end{cases}}}
- Dimostrazione: Dalla regola di derivazione ordinaria, vale che, se i,k = 0,1,...

{\displaystyle {\frac {d^{i}}{dx^{i}}}x^{k}={\begin{cases}{\frac {k!}{(k-i)!}}x^{k-i}&{\text{se }}i\leq k,\\0&{\text{altrimenti.}}\end{cases}}}
Se supponiamo {\displaystyle i=(i_{1},\ldots ,i_{n})}, {\displaystyle k=(k_{1},\ldots ,k_{n})}, allora abbiamo che
{\displaystyle \partial ^{i}x^{k}={\frac {\partial ^{\vert i\vert }}{\partial x_{1}^{i_{1}}\cdots \partial x_{n}^{i_{n}}}}x_{1}^{k_{1}}\cdots x_{n}^{k_{n}}={\frac {\partial ^{i_{1}}}{\partial x_{1}^{i_{1}}}}x_{1}^{k_{1}}\cdots {\frac {\partial ^{i_{n}}}{\partial x_{n}^{i_{n}}}}x_{n}^{k_{n}},}
in quanto per ogni r=1,...,n la funzione {\displaystyle x_{r}^{k_{r}}} dipende solo dall'r-esima coordinata. Dall'uguaglianza scritta sopra, si evince che ogni differenziazione parziale {\displaystyle \partial /\partial x_{r}} si riduce alla derivazione ordinaria {\displaystyle d/dx_{r}}. Ma allora, dalla regola di derivazione scritta all'inizio, ne segue che {\displaystyle \partial ^{i}x^{k}} si annulla se {\displaystyle i_{r}>k_{r}} per qualche r=1,...,n. Se ciò non accade mai, cioè se, per definizione, {\displaystyle i\leq k} nel senso del multi-indice, allora per ogni r=1,...,n viene {\displaystyle {\frac {d^{i_{r}}}{dx_{r}^{i_{r}}}}x_{r}^{k_{r}}={\frac {k_{r}!}{(k_{r}-i_{r})!}}x_{r}^{k_{r}-i_{r}}} e dunque la tesi del teorema. {\displaystyle \Box }